# Список награждённых медалью Франциска Скорины (с 2020)

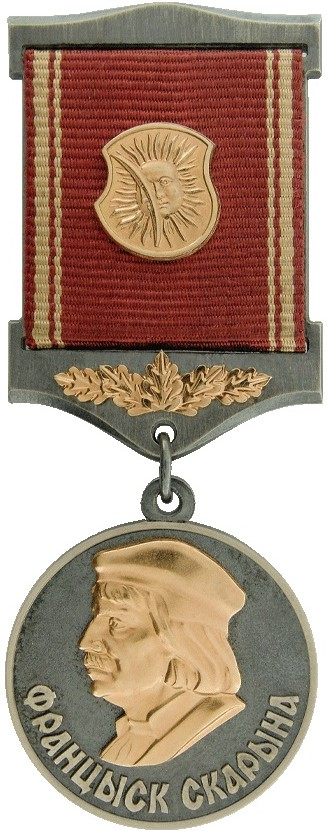
Медаль Франциска Скорины (новый дизайн)

Медаль Франциска Скорины (бел. Медаль Францыска Скарыны) — самая старая из медалей Республики Беларусь. Была учреждена в 1989 году. Медалью награждаются деятели образования, науки, культуры за высокие достижения в своей деятельности.

## За 2020 год
Число награждённых — 45 человек.
| № п/п | Страна        | Фамилия Имя Отчество                          | Должность либо профессия на момент награждения | Дата награждения (выхода указа) |
| ----- | ------------- | --------------------------------------------- | --- | ------------------------------- |
| 574   | Флаг Беларуси | Бодяко, Инесса Михайловна                     | Заведующий кафедры хорового дирижирования учреждения образования «Белорусская государственная академия музыки» | 8 января 2020 года              |
| 575   | Флаг Беларуси | Гарцуева, Валентина Александровна             | Артистка драмы Национального академического театра им. Янки Купалы | 8 января 2020 года              |
| 576   | Флаг Беларуси | Довнар, Таисия Ивановна                       | Профессор кафедры теории и истории государства и права Белорусского государственного университета | 8 января 2020 года              |
| 577   | Флаг Беларуси | Житко, Анатолий Павлович                      | Профессор кафедры истории Беларуси и славянских народов Белорусского государственного педагогического университета им. Максима Танка                                                                                          | 8 января 2020 года              |
| 578   | Флаг Беларуси | Зуй, Михаил Валерьевич                        | Артист драмы Национального академического театра им. Янки Купалы | 8 января 2020 года              |
| 579   | Флаг Беларуси | Максименко, Сергей Афанасьевич                | Директор научно-исследовательского учреждения «Институт ядерных проблем» Белорусского государственного университета | 8 января 2020 года              |
| 580   | Флаг Беларуси | Риер, Яков Григорьевич                        | Заведующий кафедры всеобщей истории Могилёвского государственного университета им. Аркадия Кулешова | 8 января 2020 года              |
| 581   | Флаг Беларуси | Стрелец, Михаил Васильевич                    | Профессор кафедры гуманитарных наук Брестского государственного технического университета | 8 января 2020 года              |
| 582   | Флаг Беларуси | Харланчук-Южнов, Павел Александрович          | Ведущий мастер сцены Национального академического театра им. Янки Купалы | 8 января 2020 года              |
| 583   | Флаг Беларуси | Шода, Татьяна Алексеевна                      | Главный хранитель фондов музея Гомельского дворцово-паркового ансамбля | 8 января 2020 года              |
| 584   | Флаг Беларуси | Аникей, Светлана Владимировна                 | Артист драмы Национального академического театра им. Янки Купалы | 27 февраля 2020 года            |
| 585   | Флаг Беларуси | Гарбуз, Олег Александрович                    | Артист драмы Национального академического театра им. Янки Купалы | 27 февраля 2020 года            |
| 586   | Флаг Беларуси | Ковальчук, Андрей Петрович                    | Ведущий мастер сцены Национального академического театра им. Янки Купалы | 27 февраля 2020 года            |
| 587   | Флаг Беларуси | Костюченко, Константин Александрович          | Доцент кафедры скульптуры учреждения образования «Белорусская государственная академия искусства» | 27 февраля 2020 года            |
| 588   | Флаг Беларуси | Кимкетова, Оксана Александровна               | Заместитель директора государственного учреждения культуры «Музыкальный театр «Рада» г. Гродно | 27 февраля 2020 года            |
| 589   | Флаг Беларуси | Кучиц, Николай Николаевич                     | Ведущий мастер сцены Национального академического театра им. Янки Купалы | 27 февраля 2020 года            |
| 590   | Флаг Беларуси | Романюк, Николай Николаевич                   | Первый проректор учреждения образования «Белорусский государственный аграрный технический университет» | 27 февраля 2020 года            |
| 591   | Флаг Беларуси | Скоринка, Галина Васильевна                   | Заместитель главного хранителя фондов учреждения «Белорусский государственный музей истории Великой Отечественной войны» | 27 февраля 2020 года            |
| 592   | Флаг Беларуси | Филиппович, Наталья Иосифовна                 | Ведущий научный сотрудник отдела письменных и изобразительных источников учреждения «Белорусский государственный музей истории Великой Отечественной войны»                                                                   | 27 февраля 2020 года            |
| 593   | Флаг Беларуси | Штейнер, Иван Фёдорович                       | Заведующий кафедры белорусской литературы учреждения образования «Гомельский государственный университет им. Франциска Скорины»                                                                                               | 27 февраля 2020 года            |
| 594   | Флаг России   | Тужилкина, Алла Анатольевна                   | Заместитель председателя совета Федеральной национально-культурной автономии белорусов России, председатель Региональной национально-культурной автономии «Белорусы Москвы»                                                   | 27 марта 2020 года              |
| 595   | Флаг России   | Гусман, Михаил Соломонович                    | Первый заместитель генерального директора информационного агентства ТАСС | 20 мая 2020 года                |
|       | Флаг Беларуси | Костяхин Иван Владиславович                   | Дирижер государственного театрально-зрелищного учреждения «Национальный академический Большой театр оперы и балета Республики Беларусь»                                                                                       | 23 июля 2020 года               |
|       | Флаг Беларуси | Суша Александр Александрович                  | Заместитель заместитель директора по научной работе и издательской деятельности государственного учреждения "Национальная библиотека Беларуси"                                                                                | 23 июля 2020 года               |
| 596   | Флаг Беларуси | Василевич, Юрий Владимирович                  | Заместитель кафедры теоретической механики и механики материалов Белорусского национального технического университета | 1 декабря 2020 года             |
| 597   | Флаг Беларуси | Габрусь, Тамара Викторовна                    | Ведущий научный сотрудник государственного научного учреждения «Центр исследований белорусской культуры, языка и литературы Национальной академии наук Беларуси»                                                              | 1 декабря 2020 года             |
| 598   | Флаг Беларуси | Лаппо, Ольга Александровна                    | Преподаватель классического танца учреждения образования «Белорусская государственная хореографическая гимназия-колледж» | 1 декабря 2020 года             |
| 599   | Флаг Беларуси | Мазепин, Александр Андреевич                  | Преподаватель высшей категории учреждения образования «Гомельский государственный колледж искусств им. Н.Ф. Соколовского» | 1 декабря 2020 года             |
| 600   | Флаг Беларуси | Маслова, Валентина Авраамовна                 | Профессор кафедры дошкольного и начального образования учреждения образования «Витебский государственный университет им. Петра Машерова»                                                                                      | 1 декабря 2020 года             |
| 601   | Флаг Беларуси | Серенков, Павел Степанович                    | Заместитель кафедры стандартизации, метрологии и информационных систем Белорусского национального технического университета                                                                                                   | 1 декабря 2020 года             |
| 602   | Флаг Беларуси | Чиркин, Александр Александрович               | Профессор кафедры химии учреждения образования «Витебский государственный университет им. Петра Машерова» | 1 декабря 2020 года             |
| 603   | Флаг Беларуси | Боровик, Григорий Иванович                    | Профессор кафедры режиссуры Белорусской государственной академии искусств | 17 декабря 2020 года            |
| 604   | Флаг Беларуси | Баталова, Людмила Владимировна                | Ведущий мастер сцены Нового драматического театра Минска | 17 декабря 2020 года            |
| 605   | Флаг Беларуси | Казеко, Александр Николаевич                  | Председатель Могилевского областного отделения Союза писателей Беларуси | 17 декабря 2020 года            |
| 606   | Флаг Беларуси | Камейша, Казимир Викентьевич                  | Член общественного объединения «Союз писателей Беларуси» | 17 декабря 2020 года            |
| 607   | Флаг Беларуси | Карпович, Анатолий Леонидович                 | Руководитель заслуженного любительского коллектива Республики Беларусь народного ансамбля танца «Белая Русь» учреждения образования «Национальный центр художественного творчества детей и молодёжи» Министерства образования | 17 декабря 2020 года            |
| 608   | Флаг Беларуси | Левашова, Мария Игоревна                      | Преподаватель архитектурно-строительного колледжа в составе межгосударственного образовательного учреждения высшего образования «Белорусско-Российский университет»                                                           | 17 декабря 2020 года            |
| 609   | Флаг Беларуси | Манакова, Лидия Алексеевна                    | Профессор кафедры мастерства актёра Белорусской государственной академии искусств | 17 декабря 2020 года            |
| 610   | Флаг Беларуси | Первицкий, Сергей Викторович                  | Начальник группы архитектурно-конструкторной мастерской ОАО по комплексному проектированию объектов жилищно-общественного признания «Институт Гомельгражданпроект»                                                            | 17 декабря 2020 года            |
| 611   | Флаг Беларуси | Соколов, Александр Леонидович                 | Преподаватель специальных дисциплин Минского государственного художественного колледжа имени Алексея Глебова | 17 декабря 2020 года            |
| 612   | Флаг Беларуси | Суханова, Наталья Викторовна                  | Педагог дополнительного образования отдела художественного творчества Минского государственного дворца детей и молодёжи | 17 декабря 2020 года            |
| 613   | Флаг Беларуси | Сухоцкий, Сергей Николаевич                   | Артист камерного оркестра, ведущий мастер сцены государственного учреждения культуры «Заслуженный коллектив Республики Беларусь «Гродненская капелла»                                                                         | 17 декабря 2020 года            |
| 614   | Флаг Беларуси | Апалько, Николай Петрович (архиепископ Гурий) | Глава Новогрудской епархии Белорусской православной церкви | 22 декабря 2020 года            |
| 615   | Флаг Беларуси | Горничар, Ольга Владимировна                  | Артист-вокалист (солист), ведущий мастер сцены Могилёвской областной филармонии | 22 декабря 2020 года            |
| 616   | Флаг Беларуси | Сосновский, Леонид Адамович                   | Профессор кафедры «Локомотивы» Белорусского государственного университета транспорта | 22 декабря 2020 года            |

## За 2021 год
Число награждённых — 52 человека.
| № п/п | Страна                             | Фамилия Имя Отчество               | Должность либо профессия на момент награждения | Дата награждения (выхода указа) |
| ----- | ---------------------------------- | ---------------------------------- | --- | ------------------------------- |
| 617   | Флаг Беларуси                      | Крят, Дмитрий Александрович        | Редактор отдела по освещению деятельности Президента Республики Беларусь учреждения Администрации Президента Республики Беларусь «Издательский дом «Беларусь сегодня»                                                  | 11 января 2021 года             |
| 618   | Флаг Беларуси                      | Тур, Игорь Петрович                | Корреспондент специального отдела обозревателей политических дирекций информационного вещания ЗАО «Второй национальный телеканал»                                                                                      | 11 января 2021 года             |
| 619   | Флаг Беларуси                      | Вавилов, Александр Дмитриевич      | Старший преподаватель кафедры режиссуры Белорусского государственного университета культуры и искусства | 26 февраля 2021 года            |
| 620   | Флаг Беларуси                      | Константинов, Сергей Александрович | Заведующий кафедрой экономической теории учреждения образования «Белорусская государственная ордена Октябрьской Революции и Трудового Красного Знамени сельскохозяйственная академия»                                  | 26 февраля 2021 года            |
| 621   | Флаг Беларуси                      | Персикова, Тамара Филипповна       | Заведующая кафедрой почвоведения учреждения образования «Белорусская государственная ордена Октябрьской Революции и Трудового Красного Знамени сельскохозяйственная академия»                                          | 26 февраля 2021 года            |
| 622   | Флаг Беларуси                      | Скорина, Владимир Владимирович     | Профессор кафедры плодоогордничества учреждения образования «Белорусская государственная ордена Октябрьской Революции и Трудового Красного Знамени сельскохозяйственная академия»                                      | 26 февраля 2021 года            |
| 623   | Флаг Беларуси                      | Матанцев, Вадим Петрович           | Руководитель заслуженного коллектива Республики Беларусь ансамбля танца «Сузор'е» государственного учреждения «Дворец культуры г. Солигорска»                                                                          | 3 мая 2021 года                 |
| 624   | Флаг Беларуси                      | Демидович, Татьяна Анатольевна     | Председатель Брестского областного отделения общественного объединения «Союз писателей Беларуси» | 28 июня 2021 года               |
| 625   | Флаг Беларуси                      | Кузьмин, Андрей Владимирович       | Генеральный директор государственного научного учреждения «Объединённый институт энергетических и ядерных исследований — Сосны» Национальной академии наук Беларуси                                                    | 28 июня 2021 года               |
| 626   | Флаг Беларуси                      | Слобожанина, Екатерина Ивановна    | Заведующий лабораторией медицинской биофизики государственного научного учреждения «Институт биофизики и клеточной инженерии Национальной академии наук Беларуси»                                                      | 28 июня 2021 года               |
| 627   | Флаг Беларуси                      | Сычёва, Елена Анатольевна          | Заместитель директора по научной работе государственного научного учреждения «Институт генетики и цитологии Национальной академии наук Беларуси»                                                                       | 28 июня 2021 года               |
| 628   | Флаг Беларуси                      | Авсиевич, Юрий Валерьевич          | Начальник узорно-показательного оркестра — военный дирижёр 86-й пограничной группы пограничной службы | 10 сентября 2021 года           |
| 629   | Флаг Беларуси                      | Гайсёнок, Виктор Анатольевич       | Главный научный сотрудник государственного учреждения образования «Республиканский институт высшей школы» | 10 сентября 2021 года           |
| 630   | Флаг Беларуси                      | Грицук, Виктор Николаевич          | Начальник отдела образования Каменецкого райисполкома (1995–2021) | 10 сентября 2021 года           |
| 631   | Флаг Беларуси                      | Дубаневич, Леонид Фёдорович        | Корреспондент собственного отдела телевизионных программ государственного учреждения «Телекомпания «ВоенТВ» Министерства обороны Республики Беларусь                                                                   | 10 сентября 2021 года           |
| 632   | Флаг Беларуси                      | Козел, Георгий Владимирович        | Директор учреждения образования «Минский государственный колледж электроники» | 10 сентября 2021 года           |
| 633   | Флаг Беларуси                      | Куляш, Сергей Демьянович           | Заведующий кафедрой неврологии и нейрохирургии учреждения образования «Гродненский государственный медицинский университет»                                                                                            | 10 сентября 2021 года           |
| 634   | Флаг Беларуси                      | Лаптева, Елена Анатольевна         | Заведующий кафедрой пульмонологии и физиатрии с курсом аллергологии, иммунологии и профпатологии государственного учреждения образования «Белорусская медицинская академия последипломного образования»                | 10 сентября 2021 года           |
| 635   | Флаг Беларуси                      | Михайлов, Анатолий Николаевич      | Заведующий кафедрой лучевой диагностики государственного учреждения образования «Белорусская медицинская академия последипломного образования»                                                                         | 10 сентября 2021 года           |
| 636   | Флаг Беларуси                      | Отчик, Глеб Анатольевич            | Председатель общественного объединения «Белорусский союз художников» | 10 сентября 2021 года           |
| 637   | Флаг Беларуси                      | Сорокина, Тамара Владимировна      | Профессор кафедры налогов и налогооблажения учреждения образования «Белорусский государственный экономический университет»                                                                                             | 10 сентября 2021 года           |
| 638   | Флаг Беларуси                      | Савчик, Маргарита Николаевна       | Председатель правления Первомайской районной организации общественного объединения «Белорусский фонд мира» | 10 сентября 2021 года           |
| 639   | Флаг Беларуси                      | Сераков, Иван Степанович           | Заведующий кафедрой кормления и разведения сельскохозяйственных животных учреждения образования «Белорусская государственная Орденов Октябрьской Революции и Трудового Красного Знамени сельскохозяйственной академии» | 10 сентября 2021 года           |
| 640   | Флаг Беларуси                      | Снопкова, Елена Ивановна           | Заведующий кафедрой педагогики учреждения образования «Могилёвский государственный университет им. Аркадия Кулешова»                                                                                                   | 10 сентября 2021 года           |
| 641   | Флаг Беларуси                      | Степчанко, Александр Николаевич    | Учитель физической культуры и здоровья государственного учреждения образования «Забелышинская средняя школа» | 10 сентября 2021 года           |
| 642   | Флаг Беларуси                      | Таболина, Алла Васильевна          | Учитель химии государственного учреждения образования «Гимназия г. Иваново» | 10 сентября 2021 года           |
| 643   | Флаг Беларуси                      | Тапальский, Дмитрий Викторович     | Заведующий кафедрой микробиологии, вирусологии и иммунологии учреждения образования «Гомельский государственный медицинский университет»                                                                               | 10 сентября 2021 года           |
| 644   | Флаг Беларуси                      | Шаршакова, Тамара Михайловна       | Заведующий кафедрой общественного здоровья и здравоохранения с курсом факультета повышения квалификации и переподготовки учреждения образования «Гомельский государственный медицинский университет»                   | 10 сентября 2021 года           |
| 645   | Флаг Беларуси                      | Анищик, Виктор Михайлович          | Профессор кафедры физики твёрдого тела Белорусского государственного университета | 19 октября 2021                 |
| 646   | Флаг Беларуси                      | Ивчиков, Виктор Иванович           | Заведующий кафедрой медиалингвистики и редактирования Белорусского государственного университета | 19 октября 2021                 |
| 647   | Флаг Беларуси                      | Ковалёв, Михаил Михайлович         | Заведующий кафедрой аналитической экономики и эконометрики Белорусского государственного университета | 19 октября 2021                 |
| 648   | Флаг Беларуси                      | Кохановский, Александр Геннадьевич | Декан исторического факультета Белорусского государственного университета | 19 октября 2021                 |
| 649   | Флаг Беларуси                      | Макарова, Тамара Ивановна          | Заведующий кафедрой экологического и аграрного права Белорусского государственного университета | 19 октября 2021                 |
| 650   | Флаг Беларуси                      | Мороз, Ирина Николаевна            | Первый проректор учреждения образования «Белорусский государственный медицинский университет» | 19 октября 2021                 |
| 651   | Флаг Беларуси                      | Прохоров, Александр Викторович     | Заведующий кафедрой онкологии учреждения образования «Белорусский государственный медицинский университет» | 19 октября 2021                 |
| 652   | Флаг Беларуси                      | Романова, Оксана Николаевна        | Заведующий кафедрой детских инфекционных заболеваний учреждения образования «Белорусский государственный медицинский университет»                                                                                      | 19 октября 2021                 |
| 653   | Флаг Беларуси                      | Студеникина, Татьяна Михайловна    | Заведующий кафедрой гистологии, цитологии и эмбриологии учреждения образования «Белорусский государственный медицинский университет»                                                                                   | 19 октября 2021                 |
| 654   | Флаг Беларуси                      | Шадыро, Олег Иосифович             | Заведующий кафедрой радиационной химии и химико-фармацевтических технологий Белорусского государственного университета                                                                                                 | 19 октября 2021                 |
| 655   | Флаг России                        | Василевич, Георгий Николаевич      | Директор федерального государственного бюджетного учреждения культуры «Государственный мемориальный историко-литературный и природно-ландшафтный музей-заповедник А.С. Пушкина «Михайловское»                          | 25 октября 2021 года            |
| 656   | Флаг Китайской Народной Республики | У Вэйшань                          | Директор Национального художественного музея Китая | 25 октября 2021 года            |
| 657   | Флаг Беларуси                      | Быкова, Светлана Анатольевна       | Председатель Минского областного отделения общественного объединения «Союз писателей Беларуси» | 25 октября 2021 года            |
| 658   | Флаг Беларуси                      | Имшенецкая, Татьяна Александровна  | Заведующий кафедрой офтальмологии государственного учреждения образования «Белорусская медицинская академия последипломного образования»                                                                               | 25 октября 2021 года            |
| 659   | Флаг Беларуси                      | Калинина, Татьяна Владленовна      | Проректор по учебной работе государственного учреждения образования «Белорусская медицинская академия последипломного образования»                                                                                     | 25 октября 2021 года            |
| 660   | Флаг Беларуси                      | Рубченя, Татьяна Анатольевна       | Артист балета государственного учреждения «Белорусский государственный академический заслуженный хореографический ансамбль «Харошкі»                                                                                   | 25 октября 2021 года            |
| 661   | Флаг Беларуси                      | Саколикова, Евгения Андреевна      | Артист балета государственного учреждения «Белорусский государственный академический заслуженный хореографический ансамбль «Харошкі»                                                                                   | 25 октября 2021 года            |
| 662   | Флаг Беларуси                      | Ткаченко, Владимир Александрович   | Руководитель студии изобразительного искусства филиала ОАО «Минский тракторный завод» «Дворец культуры МТЗ» | 25 октября 2021 года            |
| 663   | Флаг Беларуси                      | Часнойть, Алексей Чеславович       | Декан хирургического факультета государственного учреждения образования «Белорусская медицинская академия последипломного образования»                                                                                 | 25 октября 2021 года            |
| 664   | Флаг Беларуси                      | Воскресенский, Сергей Львович      | Заведующий кафедрой акушерства и гинекологии государственного учреждения образования «Белорусская медицинская академия последипломного образования»                                                                    | 23 декабря 2021 года            |
| 665   | Флаг Беларуси                      | Злыденко, Нина Александровна       | Заместитель главного редактора коммунального унитарного предприятия «Редакция газеты «Гомельская правда» | 23 декабря 2021 года            |
| 666   | Флаг Беларуси                      | Крутилина, Нина Ивановна           | Профессор кафедры онкологии государственного учреждения образования «Белорусская медицинская академия последипломного образования»                                                                                     | 23 декабря 2021 года            |
| 667   | Флаг Беларуси                      | Моисеева, Наталья Леонидовна       | Главный режиссёр государственного учреждения культуры «Дворец культуры области» города Могилёв | 23 декабря 2021 года            |
| 668   | Флаг Беларуси                      | Турова, Елена Викторовна           | Кинорежиссёр студии анимационных фильмов республиканского унитарного предприятия «Национальная киностудия «Беларусьфильм»                                                                                              | 23 декабря 2021 года            |

## За 2022 год
Число награждённых — 14 человек.
| 669 | Флаг Беларуси | Занкович, Анатолий Иванович       | Директор дирекции информационного вещания ЗАО «Второй национальный телеканал» | 11 января 2022 года  |
| 670 | Флаг Беларуси | Кревчик, Илья Иванович            | Заведующий отдела режиссёров главной дирекции «Агентство телевизионных новостей» Национальной государственной телерадикомпании                                                                            | 11 января 2022 года  |
| 671 | Флаг России   | Придыбайло, Константин Викторович | Специальный корреспондент редакции вещания на страны СНГ и Балтии «ТВ-Новости» (Russia Today) | 11 января 2022 года  |
| 672 | Флаг Беларуси | Андреенко, Владимир Степанович    | Директор учреждения культуры «Заслуженный коллектив Республики Беларусь «Могилёвский областной театр кукол»                                                                                               | 25 февраля 2022 года |
| 673 | Флаг Беларуси | Быкова, Юлия Викторовна           | Творческий работник | 25 февраля 2022 года |
| 674 | Флаг Беларуси | Дулов, Владимир Андреевич         | Заведующий кафедрой специального фортепиано учреждения образования «Белорусская государственная академия музыки»                                                                                          | 25 февраля 2022 года |
| 675 | Флаг Беларуси | Трофимова, Татьяна Игоренва       | Главный балетмейстер государственного театрально-зрительного учреждения «Молодёжный театр эстрады» | 25 февраля 2022 года |
| 676 | Флаг Беларуси | Талай, Алексей Константинович     | Спортсмен-инструктор национальной команды Республики Беларусь по инваспорту учреждения «Республиканский центр олимпийской подготовки по паралимпийским и дефлимпийским видам спорта»                      | 31 марта 2022 года   |
| 677 | Флаг России   | Сидорук, Павел Фёдорович          | Председатель совета Кабардино-Балкарского общественного движения «За единение «Сябры» | 22 апреля 2022 года  |
| 678 | Флаг Беларуси | Артюковская, Владислава Игоревна  | Художественный руководитель государственного театрально-зрительного учреждения «Молодёжный театр эстрады»                                                                                                 | 27 июня 2022 года    |
| 679 | Флаг Беларуси | Березовский, Руслан Олегович      | Эстрадный исполнитель | 27 июня 2022 года    |
| 680 | Флаг Беларуси | Железняков, Олег Александрович    | Артист вокально-инструментального ансамбля государственного учреждения «Белорусский государственный ансамбль «Песняры»                                                                                    | 27 июня 2022 года    |
| 681 | Флаг Беларуси | Калиниченко, Елена Николаевна     | Начальник научно-производственного центра «ХимФармСинтез» государственного научного учреждения «Институт биоорганической химии Национальной академии наук Беларуси»                                       | 27 июня 2022 года    |
| 682 | Флаг Беларуси | Кульбаков, Виталий Григорьевич    | Главный редактор заслуженного коллектива Республики Беларусь Президентского оркестра Республики Беларусь государственного учреждения «Дворец Республики» Управления делами Президента Республики Беларусь | 27 июня 2022 года    |